# Euonyx biscayensis
Euonyx biscayensis är en kräftdjursart som beskrevs av Édouard Chevreux 1908. Euonyx biscayensis ingår i släktet Euonyx och familjen Uristidae. Inga underarter finns listade i Catalogue of Life.